# لیبیتسه ناد تسیدلینوو
لیبیتسه ناد تسیدلینوو (به چکی: Libice nad Cidlinou) یک منطقهٔ مسکونی در جمهوری چک است که در ناحیه نیمبورک واقع شده‌است. لیبیتسه ناد تسیدلینوو ۱٬۳۱۹ نفر جمعیت دارد.